# Danh sách tiểu hành tinh: 26201–26300
| Tên                 | Tên đầu tiên | Ngày phát hiện       | Nơi phát hiện                      | Người phát hiện                                  |
| ------------------- | ------------ | -------------------- | ---------------------------------- | ------------------------------------------------ |
| 26201 -             | 1997 GD24    | 6 tháng 4 năm 1997   | Socorro                            | LINEAR                                           |
| 26202 -             | 1997 GD42    | 9 tháng 4 năm 1997   | La Silla                           | E. W. Elst                                       |
| 26203               | 1997 KS      | 31 tháng 5 năm 1997  | Xinglong                           | Chương trình tiểu hành tinh Bắc Kinh Schmidt CCD |
| 26204 -             | 1997 LO3     | 5 tháng 6 năm 1997   | Kitt Peak                          | Spacewatch                                       |
| 26205 Kuratowski    | 1997 LA5     | 11 tháng 6 năm 1997  | Prescott                           | P. G. Comba                                      |
| 26206 -             | 1997 PJ4     | 11 tháng 8 năm 1997  | Bédoin                             | P. Antonini                                      |
| 26207 -             | 1997 QU      | 25 tháng 8 năm 1997  | Lake Clear                         | K. A. Williams                                   |
| 26208               | 1997 QJ3     | 28 tháng 8 năm 1997  | Dynic                              | A. Sugie                                         |
| 26209 -             | 1997 RD1     | 2 tháng 9 năm 1997   | Haleakala                          | NEAT                                             |
| 26210 Lingas        | 1997 RC3     | 6 tháng 9 năm 1997   | Pises                              | Pises                                            |
| 26211               | 1997 RR9     | 13 tháng 9 năm 1997  | Xinglong                           | Chương trình tiểu hành tinh Bắc Kinh Schmidt CCD |
| 26212               | 1997 TG26    | 11 tháng 10 năm 1997 | Xinglong                           | Beijing Schmidt CCD Asteroid Program             |
| 26213 -             | 1997 UV8     | 25 tháng 10 năm 1997 | Kitami                             | K. Endate, K. Watanabe                           |
| 26214 Kalinga       | 1997 US10    | 30 tháng 10 năm 1997 | Ondřejov                           | P. Pravec                                        |
| 26215               | 1997 VM2     | 4 tháng 11 năm 1997  | Dynic                              | A. Sugie                                         |
| 26216 -             | 1997 VE3     | 6 tháng 11 năm 1997  | Oizumi                             | T. Kobayashi                                     |
| 26217 -             | 1997 WK2     | 23 tháng 11 năm 1997 | Oizumi                             | T. Kobayashi                                     |
| 26218               | 1997 WJ13    | 24 tháng 11 năm 1997 | Nachi-Katsuura                     | Y. Shimizu, T. Urata                             |
| 26219 -             | 1997 WO21    | 30 tháng 11 năm 1997 | Oizumi                             | T. Kobayashi                                     |
| 26220 -             | 1997 WB37    | 29 tháng 11 năm 1997 | Socorro                            | LINEAR                                           |
| 26221 -             | 1997 WG41    | 29 tháng 11 năm 1997 | Socorro                            | LINEAR                                           |
| 26222 -             | 1997 WC45    | 29 tháng 11 năm 1997 | Socorro                            | LINEAR                                           |
| 26223 Enari         | 1997 XB2     | 3 tháng 12 năm 1997  | Chichibu                           | N. Sato                                          |
| 26224 -             | 1997 XF2     | 3 tháng 12 năm 1997  | Chichibu                           | N. Sato                                          |
| 26225               | 1997 YO14    | 24 tháng 12 năm 1997 | Xinglong                           | Chương trình tiểu hành tinh Bắc Kinh Schmidt CCD |
| 26226 -             | 1998 GJ1     | 4 tháng 4 năm 1998   | Woomera                            | F. B. Zoltowski                                  |
| 26227 -             | 1998 HJ7     | 23 tháng 4 năm 1998  | Socorro                            | LINEAR                                           |
| 26228               | 1998 OZ6     | 20 tháng 7 năm 1998  | Xinglong                           | Chương trình tiểu hành tinh Bắc Kinh Schmidt CCD |
| 26229               | 1998 OG7     | 28 tháng 7 năm 1998  | Xinglong                           | Beijing Schmidt CCD Asteroid Program             |
| 26230 -             | 1998 QR1     | 19 tháng 8 năm 1998  | Ondřejov                           | P. Pravec                                        |
| 26231 -             | 1998 QQ7     | 17 tháng 8 năm 1998  | Socorro                            | LINEAR                                           |
| 26232 Antink        | 1998 QW8     | 17 tháng 8 năm 1998  | Socorro                            | LINEAR                                           |
| 26233 Jimbraun      | 1998 QS11    | 17 tháng 8 năm 1998  | Socorro                            | LINEAR                                           |
| 26234 Leslibrinson  | 1998 QV12    | 17 tháng 8 năm 1998  | Socorro                            | LINEAR                                           |
| 26235 Annemaduggan  | 1998 QU18    | 17 tháng 8 năm 1998  | Socorro                            | LINEAR                                           |
| 26236 -             | 1998 QC25    | 17 tháng 8 năm 1998  | Socorro                            | LINEAR                                           |
| 26237 -             | 1998 QQ31    | 17 tháng 8 năm 1998  | Socorro                            | LINEAR                                           |
| 26238 Elduval       | 1998 QE32    | 17 tháng 8 năm 1998  | Socorro                            | LINEAR                                           |
| 26239 -             | 1998 QP33    | 17 tháng 8 năm 1998  | Socorro                            | LINEAR                                           |
| 26240 Leigheriks    | 1998 QX39    | 17 tháng 8 năm 1998  | Socorro                            | LINEAR                                           |
| 26241 -             | 1998 QY40    | 17 tháng 8 năm 1998  | Socorro                            | LINEAR                                           |
| 26242 -             | 1998 QA41    | 17 tháng 8 năm 1998  | Socorro                            | LINEAR                                           |
| 26243 Sallyfenska   | 1998 QE42    | 17 tháng 8 năm 1998  | Socorro                            | LINEAR                                           |
| 26244 -             | 1998 QB43    | 19 tháng 8 năm 1998  | Socorro                            | LINEAR                                           |
| 26245 -             | 1998 QR45    | 17 tháng 8 năm 1998  | Socorro                            | LINEAR                                           |
| 26246 Mikelake      | 1998 QN46    | 17 tháng 8 năm 1998  | Socorro                            | LINEAR                                           |
| 26247 Doleonardi    | 1998 QW47    | 17 tháng 8 năm 1998  | Socorro                            | LINEAR                                           |
| 26248 Longenecker   | 1998 QZ48    | 17 tháng 8 năm 1998  | Socorro                            | LINEAR                                           |
| 26249 -             | 1998 QV50    | 17 tháng 8 năm 1998  | Socorro                            | LINEAR                                           |
| 26250 Shaneludwig   | 1998 QP51    | 17 tháng 8 năm 1998  | Socorro                            | LINEAR                                           |
| 26251 Kiranmanne    | 1998 QG52    | 17 tháng 8 năm 1998  | Socorro                            | LINEAR                                           |
| 26252 -             | 1998 QV54    | 27 tháng 8 năm 1998  | Anderson Mesa                      | LONEOS                                           |
| 26253 -             | 1998 QB56    | 29 tháng 8 năm 1998  | Đài thiên văn Zvjezdarnica Višnjan | Đài thiên văn Zvjezdarnica Višnjan               |
| 26254 -             | 1998 QE57    | 30 tháng 8 năm 1998  | Kitt Peak                          | Spacewatch                                       |
| 26255 Carmarques    | 1998 QW68    | 24 tháng 8 năm 1998  | Socorro                            | LINEAR                                           |
| 26256 -             | 1998 QC73    | 24 tháng 8 năm 1998  | Socorro                            | LINEAR                                           |
| 26257 -             | 1998 QL84    | 24 tháng 8 năm 1998  | Socorro                            | LINEAR                                           |
| 26258 -             | 1998 QA89    | 24 tháng 8 năm 1998  | Socorro                            | LINEAR                                           |
| 26259 Marzigliano   | 1998 QK108   | 17 tháng 8 năm 1998  | Socorro                            | LINEAR                                           |
| 26260 -             | 1998 RA2     | 14 tháng 9 năm 1998  | Catalina                           | CSS                                              |
| 26261 -             | 1998 RL6     | 14 tháng 9 năm 1998  | Anderson Mesa                      | LONEOS                                           |
| 26262               | 1998 RW15    | 14 tháng 9 năm 1998  | Xinglong                           | Chương trình tiểu hành tinh Bắc Kinh Schmidt CCD |
| 26263               | 1998 RC16    | 14 tháng 9 năm 1998  | Xinglong                           | Beijing Schmidt CCD Asteroid Program             |
| 26264 McIntyre      | 1998 RH44    | 14 tháng 9 năm 1998  | Socorro                            | LINEAR                                           |
| 26265 -             | 1998 RQ46    | 14 tháng 9 năm 1998  | Socorro                            | LINEAR                                           |
| 26266 Andrewmerrill | 1998 RW47    | 14 tháng 9 năm 1998  | Socorro                            | LINEAR                                           |
| 26267 Nickmorgan    | 1998 RS50    | 14 tháng 9 năm 1998  | Socorro                            | LINEAR                                           |
| 26268 Nardi         | 1998 RY55    | 14 tháng 9 năm 1998  | Socorro                            | LINEAR                                           |
| 26269 Marciaprill   | 1998 RG57    | 14 tháng 9 năm 1998  | Socorro                            | LINEAR                                           |
| 26270 -             | 1998 RL62    | 14 tháng 9 năm 1998  | Socorro                            | LINEAR                                           |
| 26271 Lindapuster   | 1998 RW63    | 14 tháng 9 năm 1998  | Socorro                            | LINEAR                                           |
| 26272 -             | 1998 RV66    | 14 tháng 9 năm 1998  | Socorro                            | LINEAR                                           |
| 26273 Kateschafer   | 1998 RD71    | 14 tháng 9 năm 1998  | Socorro                            | LINEAR                                           |
| 26274 -             | 1998 RH75    | 14 tháng 9 năm 1998  | Socorro                            | LINEAR                                           |
| 26275 -             | 1998 SN1     | 16 tháng 9 năm 1998  | Caussols                           | ODAS                                             |
| 26276 Natrees       | 1998 SL4     | 20 tháng 9 năm 1998  | Prescott                           | P. G. Comba                                      |
| 26277 Ianrees       | 1998 SM4     | 20 tháng 9 năm 1998  | Prescott                           | P. G. Comba                                      |
| 26278 -             | 1998 SK8     | 20 tháng 9 năm 1998  | Kitt Peak                          | Spacewatch                                       |
| 26279 -             | 1998 SP21    | 21 tháng 9 năm 1998  | Kitt Peak                          | Spacewatch                                       |
| 26280 -             | 1998 SW22    | 20 tháng 9 năm 1998  | Woomera                            | F. B. Zoltowski                                  |
| 26281               | 1998 ST43    | 25 tháng 9 năm 1998  | Xinglong                           | Chương trình tiểu hành tinh Bắc Kinh Schmidt CCD |
| 26282 -             | 1998 SD56    | 16 tháng 9 năm 1998  | Anderson Mesa                      | LONEOS                                           |
| 26283 -             | 1998 ST58    | 17 tháng 9 năm 1998  | Anderson Mesa                      | LONEOS                                           |
| 26284 -             | 1998 SZ59    | 17 tháng 9 năm 1998  | Anderson Mesa                      | LONEOS                                           |
| 26285 -             | 1998 SS61    | 17 tháng 9 năm 1998  | Anderson Mesa                      | LONEOS                                           |
| 26286 -             | 1998 SV65    | 20 tháng 9 năm 1998  | La Silla                           | E. W. Elst                                       |
| 26287 -             | 1998 SD67    | 20 tháng 9 năm 1998  | La Silla                           | E. W. Elst                                       |
| 26288 -             | 1998 SA73    | 21 tháng 9 năm 1998  | La Silla                           | E. W. Elst                                       |
| 26289 -             | 1998 SL74    | 21 tháng 9 năm 1998  | La Silla                           | E. W. Elst                                       |
| 26290 -             | 1998 SX101   | 16 tháng 9 năm 1998  | Socorro                            | LINEAR                                           |
| 26291 Terristaples  | 1998 SU106   | 16 tháng 9 năm 1998  | Socorro                            | LINEAR                                           |
| 26292 -             | 1998 SJ109   | 16 tháng 9 năm 1998  | Socorro                            | LINEAR                                           |
| 26293 Van Muyden    | 1998 SD110   | 16 tháng 9 năm 1998  | Socorro                            | LINEAR                                           |
| 26294 -             | 1998 SF111   | 16 tháng 9 năm 1998  | Socorro                            | LINEAR                                           |
| 26295 Vilardi       | 1998 SD112   | 16 tháng 9 năm 1998  | Socorro                            | LINEAR                                           |
| 26296 -             | 1998 SM116   | 16 tháng 9 năm 1998  | Socorro                            | LINEAR                                           |
| 26297 -             | 1998 SK118   | 16 tháng 9 năm 1998  | Socorro                            | LINEAR                                           |
| 26298 Dunweathers   | 1998 SD124   | 16 tháng 9 năm 1998  | Socorro                            | LINEAR                                           |
| 26299 -             | 1998 SG133   | 16 tháng 9 năm 1998  | Socorro                            | LINEAR                                           |
| 26300 Herbweiss     | 1998 ST134   | 16 tháng 9 năm 1998  | Socorro                            | LINEAR                                           |